# Abbottella crataegus
Abbottella crataegus is een slakkensoort uit de familie van de Annulariidae. De wetenschappelijke naam van de soort is voor het eerst geldig gepubliceerd in 2016 door Watters.